# أكيكو كيكوتشي
أكيكو كيكوتشي (باليابانية: 菊池亜希子؛ بالكانا: きくち あきこ) هي عارضة أزياء وعارضة وممثلة يابانية، ولدت في 26 أغسطس 1982 في أونو ‏ في اليابان.

## وصلات خارجية
- أكيكو كيكوتشي على موقع IMDb (الإنجليزية)
- أكيكو كيكوتشي على موقع قاعدة بيانات الفيلم (الإنجليزية)